# باتريسيا ماي
باتريسيا ماي (بالإسبانية: Patricia May)‏ هي عالمة الإنسان تشيلية، (ولدت في تشيلي القرن 20  م).